# 乔丹·卡佛
伊娜·玛丽亚·施尼策尔（德語：Ina Maria Schnitzer，1986年1月30日—），艺名乔丹·卡佛（英語：Jordan Carver），德国女模特兒和演員。她以骄人的身材和傲人的上围著称，出生于特里爾，後移民至美國，定居於洛杉磯。
2010年，登上《花花公子》時她的胸部就已經有34G（美規）罩杯，但她仍不滿足，經過兩年不間段的隆乳，2012年，達到30JJ（美規）等同於30K（美規）罩杯的驚人大小。2012年底，卡佛發行了鍛煉瑜伽的DVD，同時於美國和歐洲推出。
2013年時，卡佛於瑞士與美國合拍的電影《Who Killed Johnny》中參與演出。